# 모건 켈리
모건 켈리(Morgan Kelly, 1976년 6월 23일 ~ )는 캐나다의 배우, 텔레비전 배우이다.
몬트리올에서 태어났다.

## 영화
- 셰이프 오브 워터: 사랑의 모양 (2017년) - 파이 가이 역
- 파괴자들(영어판) (2016년) - 토미 역
- 알리야: 더 프린세스 오브 R&B (2014년)
- 데드 오브 윈터 : 생존게임 (2014년) - 마커스 역
- 롱 곤 데이 (2011년) - 제이크 역
- 사랑이 머무는 곳에 (2010년) - 에이든 역
- 더 왓치 (2008년)
- 비잉 에리카 (2008년)
- 룩아웃 (2007년)
- 팰콘 비치 (2006년)
- 폭력의 역사 (2005년)
- 섀터드 글래스 (2003년)